# Cephalanthera × schulzei
Cephalanthera × schulzei es una especie de orquídea de hábitos terrestres. Es un híbrido compuesto de las especies Cephalanthera damasonium × Cephalanthera longifolia. Se distribuye por Europa y Asia occidental.

## Taxonomía
Cephalanthera × schulzei fue descrita por Edmond Gustave Camus y publicado en Monographie des Orchidees 439. 1908.
Etimología
Ver: Cephalanthera
schulzei: epíteto otorgado en honor del botánico Otto Eugen Schulz.
Sinonimia
- Cephalanthera × salaevensis Rouy[2][3]